# Robotron: 2084
Robotron: 2084 est un jeu vidéo développé par Vid Kidz et produit par Williams Electronics en 1982 sur borne d'arcade. Le jeu a été conçu et programmé par Eugene Jarvis et Larry DeMar, les créateurs de Defender.
Robotron: 2084 est un classique du shoot them up en deux dimensions et un titre charismatique de l'âge d'or des jeux d'arcade. C'est un jeu d'action de type run and gun qui oppose un personnage à une armée de robots belliqueux dans l'espace confiné de l'écran. Le jeu est fameux pour son rythme effréné, sa difficulté corsée et son système de contrôle novateur à double joystick. Il a connu un succès commercial avec près de 20 000 bornes produites et a été adapté à partir de 1983 sur systèmes familiaux. Il a donné lieu à une suite, Blaster (en) (1983), ainsi qu'à un remake en 3D, Robotron X/64 (1996).
En 2084, inspiré par sa quête sans fin de progrès, l'homme a créé Robotron, une espèce de robots si avancée qu'elle en est supérieure à son créateur. Guidés par leur infaillible logique, les Robotrons ont conclu que la race humaine est inefficiente et devait être exterminée. Le joueur incarne le dernier espoir de l'humanité, un homme aux pouvoirs surhumains qui a pour mission de stopper les vagues de Robotrons et de sauver la dernière famille.

## Système de jeu
Robotron: 2084 est un jeu de tir multi-directionnel en 2D. Le joueur contrôle un personnage armé dans un environnement mono-écran représenté en vue de dessus et le but du jeu est de détruire les robots qui l'assaillent et de sauver les humains afin d'obtenir le meilleur score possible. Le système de contrôle est basé sur deux joysticks : le personnage peut être déplacé et tirer indépendamment dans les huit directions. La progression est découpée en « vagues » qui se succèdent une fois tous les ennemis détruits. Une vague peut contenir jusqu'à une centaine d'éléments (robotrons, humains et électrodes), positionnés aléatoirement sur l'aire de jeu. Le personnage débute la partie au centre de l'écran. Il meurt dès qu'il entre en contact avec un robot, un projectile ou un obstacle.
Il existe différents types de Robotrons. Les Grunts sont les robots les plus basiques et les plus représentés à l'écran : ils avancent continuellement en direction du personnage. Les Hulks sont des robots massifs indestructibles programmés pour écraser les humains : ces obstacles mobiles peuvent être légèrement repoussés en les ciblant et servir de protection contre les projectiles. Les Spheroids et les Quarks sont des unités programmées pour fabriquer à la chaîne des Enforcers et des Tanks : ces robots envoient respectivement des projectiles étoilés, qui peuvent longer les parois du niveau, et des projectiles circulaires, qui rebondissent contre les parois. Les Brains sont les ennemis les plus redoutables : ils lancent des missiles à tête chercheuse aux trajectoires délirantes et reprogramment les humains en machines à tuer, des Progs. Tous les projectiles sont destructibles. Les électrodes sont des obstacles immobiles et destructibles qui parsèment l'écran : ils sont mortels à la fois pour le personnage et les Grunts.
Les membres de la famille sont représentés par Daddy, Mommy et le petit Mikey. Ils sont constamment mobiles et peuvent se faire tuer. Un humain est sauvé quand il est touché par le personnage. Le nombre de points engrangés pour chaque humain sauvé est exponentiel, jusqu'à 5 000 points à partir du 5e. Le joueur glane une vie supplémentaire tous les 25 000 points. Le système incite le joueur à faire des sauvetages en série pour augmenter sa réserve de vies au risque de l'entamer.
Les premières secondes de jeu sont déterminantes : le joueur n'a que quelques dixièmes de secondes pour repérer la position des éléments et décider d'une marche à suivre. La tactique peut consister à s'extraire au plus vite du centre de l'écran, à se déplacer continuellement tout en tirant indépendamment, ou encore à détruire en priorité les ennemis dangereux. Chaque vague présente un panel d'ennemis particuliers et oblige le joueur à adapter sa stratégie. Les vagues se succèdent quasiment sans interruption. Le jeu n'a pas de fin : après la 255e vague, la partie reprend à la 1re vague sans affecter le score.

## Développement
Robotron: 2084 a été conçu et programmé par Eugene Jarvis et Larry DeMar, les créateurs de Defender (1980), un monument du shoot them up. La conception est influencée par Berzerk (1980), un jeu de tir à tableaux à succès de Stern Electronics, et le jeu Chase sur le Commodore PET. Le développement a duré six mois. À l'origine, Jarvis s'engage sur une idée de jeu plutôt pacifique : le personnage peut seulement attirer les ennemis vers les électrodes pour les détruire, sans pouvoir faire feu. Il abandonne rapidement le concept qui manquait d'intérêt : « Gandhi, le jeu vidéo aurait à attendre encore; l'heure était à l'action meurtrière ». Au troisième jour du développement, après avoir intégré les électrodes, les Grunts et la capacité de tir, Jarvis est convaincu de tenir une formule intéressante.

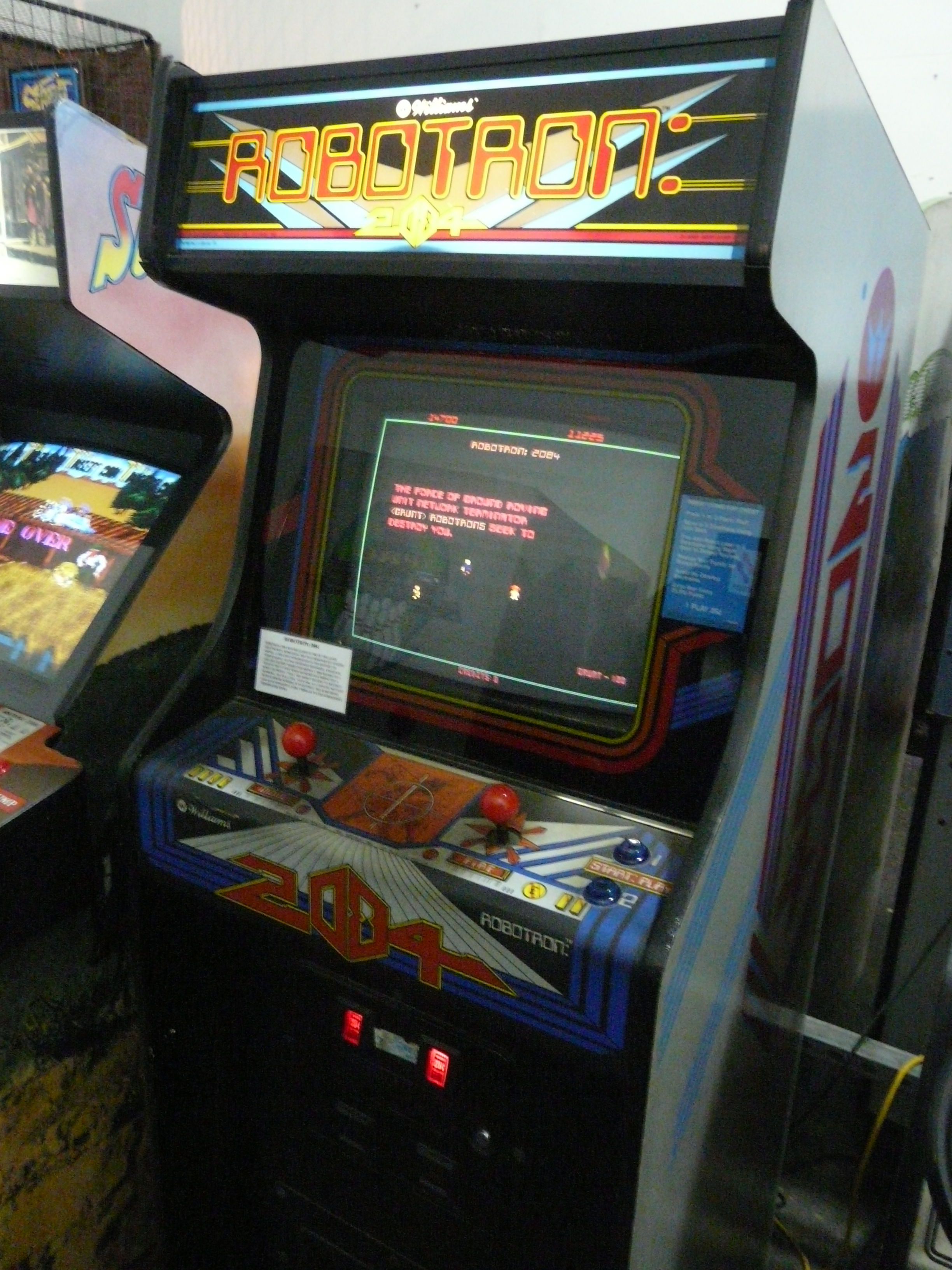
Borne de Robotron: 2084.

Jarvis et DeMar testent le jeu et le modifient au fil de son élaboration. Après avoir envisagé des niveaux à défilement, les développeurs choisissent de confiner l'action sur un seul écran. Ils décident d'augmenter toujours plus le nombre d'ennemis et de positionner le personnage au centre de l'image pour accroitre la tension et imposer un scénario de victoire très difficile. À la manière de Defender, ils intègrent des humains à sauver pour rendre le scoring attrayant. La présence des humains implique que le joueur doit constamment réévaluer la situation pour décider d'une marche à suivre optimale.
Le système de contrôle est basé sur deux joystick, une configuration qui offre une grande liberté d'action en dissociant le déplacement du personnage et la visée de l'arme. Ce dispositif ambidextre, déjà expérimenté dans Draco (1981) de Cidelsa et Space Dungeon (en) (1981, Rex Battenberg) de Taito, répond à une limitation rencontrée dans les jeux de tir multi-directionnel de l'époque : un contrôle à un seul joystick implique que le personnage doit par défaut avancer vers l'ennemi (ou lui faire face) pour être en mesure de le cibler. Jarvis a eu l'idée de ce système en jouant à Berzerk dont il était un grand fan : le jeu d'Alan McNeil propose un mode alternatif, qui autorise de viser dans toutes les directions avec le joystick une fois le bouton tir laissé enfoncé (le personnage devient immobile). Jarvis a l'idée d'attribuer ce mode à un second joystick (le tir devient semi-automatique). Une blessure contractée à la main droite l'aurait poussé à explorer cette voie.
La conception des ennemis est guidée par l'idée d'avoir des « intelligences artificielles » aussi variées que possible, avec des propriétés uniques d'apparition, de déplacement, de projectile, et d'interaction avec le joueur. Certains des comportements ennemis les plus intéressants et dangereux rencontrés prennent origine dans des bugs induits par les limites des algorithmes. Un exemple est la tendance de certains Enforcers à se démarquer du groupe pour aller stationner dans un coin de l'écran et décharger une pluie de projectiles à revers. Pour contrecarrer la grande mobilité du personnage, les projectiles ciblent le personnage avec une marge d'erreur plus ou moins grande, leur trajectoire peut être incurvée et leur vitesse est d'autant plus grande que le personnage est éloigné. Chaque vague propose un thème distinct, mettant en vedette un type particulier d'ennemi en plus d'éléments de bases récurrents (les grunts, les enforcers et les électrodes).
Le système d'arcade, conçu par des ingénieurs de Williams, est réputé pour ses capacités graphiques. Il embarque un processeur central 8-bit Motorola 6809 et un co-processeur graphique personnalisé, tous deux cadencés à 1 MHz. Le coprocesseur accélère le traitement des blocs de mémoire, ce qui permet d'animer un grand nombre d'éléments à l'écran. C'est l'un des premiers exemples de ce qui sera plus tard connu sous le terme de bit-blitter, popularisé par l'ordinateur Amiga,. Les graphismes sont volontairement minimalistes afin de privilégier la lisibilité de l'action : chaque élément possède une forme et des couleurs distinctes et se détache clairement du fond de l'écran. L'ambiance sonore monophonique, riche et énergique, est distinctive des productions Williams, empreintant certains effets à Defender.
Les développeurs ont imaginé une histoire afin de servir un contexte au « carnage insensé » proposé par le jeu. La dystopie, vaguement inspirée par le roman 1984, est décrite en quelques lignes durant le mode attractif. Le dénouement est simplement suggéré puisque les vagues de Robotrons se répètent à l'infini jusqu'au game over. La suite du jeu, Blaster, confirme l'échec de la mission et l'extermination de l'humanité.
Durant le développement, le projet porte le nom de code Robot Wars: 2084 puis 2084: Robotron; Williams a interverti les mots peu de temps avant le lancement du jeu et les flancs de la borne sont simplement illustrée du terme « 2084 ». Walt Disney Productions a poursuivi la société chicagoane pour contrefaçon de marque, concurrence déloyale et dilution de sa marque Tron (le film est sorti trois mois après le jeu).

## Conversions
Robotron: 2084 a été adapté sur Apple II, Atari 5200, Atari 8-bit, BBC Micro, Commodore 64, Commodore VIC-20, PC (1983), ZX Spectrum (1984, non commercialisé), Atari 7800 (1986), Atari ST (1987) et Lynx (1991). La plupart des versions ont été éditées par Atarisoft. Les jeux supportent le plus souvent l'utilisation de deux joysticks. Ceux-ci sont cependant généralement peu adaptés à une utilisation à une main et le jeu est particulièrement « athlétique ». Les versions Atari 5200 et Atari 8-bit sont proposées avec un socle spécial destiné à unifier deux contrôleurs officiels; les autres joueurs devaient se montrer bricoleur pour fixer les contrôleurs ou coopérer avec un acolyte (un joueur dirige le personnage et l'autre cible les ennemis).
La version originale est rééditée dans la compilation Williams Arcade Classics (1996-2000), disponible sur  Dreamcast, Game.com, Game Boy Advance, Mega Drive, Nintendo 64, PlayStation, Saturn, Super Nintendo et PC, et dans la compilation Midway Arcade Treasures (2003-2005), disponible sur GameCube, PlayStation 2, Xbox et PC. Le jeu est également proposé en téléchargement sur les consoles Xbox (2005) et Xbox 360 (2006), une version qui implémente un mode coopératif, jouable en local et en ligne.

## Accueil
Robotron: 2084 est un titre charismatique de l'âge d'or des jeux d'arcade. Le jeu a connu un succès populaire en salle d'arcade avec environ 19 000 bornes vendues (dont 500 modèles cocktail) et a été adapté ou réédité sur une vingtaine de supports différents. Il est inclus dans le « Top 100 des jeux d'arcade » du site KLOV et fait partie des dix bornes d'arcade les plus convoités selon la VASP.
Robotron: 2084  est un « classique instantané » du jeu de tir en 2D selon Ernest Adams. Il est l'un des premiers jeux d'action non-stop, frénétique, à avoir eu une résonance avec un large public. Le jeu est décrit comme « Berzerk devenu berzerk » : il propose un degré d'intensité jamais rencontré jusqu'alors. Eugene Jarvis explique l'addiction au jeu par la poussée d'adrénaline générée par la tension d'avoir un monde qui converge vers le joueur de tous les côtés simultanément et par la « surcharge mentale » du contrôle ambidextre. John A. Vince met en avant l'ingéniosité du système de points, avec une combinaison risque/récompense insidieuse, et la double dimension du gameplay, qui ne demande pas seulement de viser et réagir mais aussi de prendre des décisions stratégiques pour sauver les humains.
Le dispositif de contrôle à deux joystick est jugé intuitif et sa mise en œuvre particulièrement réussie : il offre une grande liberté d'action du personnage et décuple le potentiel tactique du joueur,. Le contrôle à double stick est resté peu utilisé dans les jeux d'arcade; Jarvis l'a réemployé avec succès pour Smash TV en 1990. Certains jeux de tir multi-directionnel recourent à un joystick rotatif ou combinent un joystick et un spinner pour obtenir une liberté de mouvement comparable. Le dispositif a fini par s'établir sur consoles de jeu au milieu des années 2000, profitant de la manette à double stick analogique (pensée pour les jeux 3D et standardisée dès la fin des années 1990) et du retour en vogue du shoot them up grâce aux services de téléchargement.
En 2007, le magazine Edge inclut le jeu dans son « Top 100 des meilleurs jeux à jouer aujourd'hui » jugeant la formule « compulsivement attirante et pertinente » vingt ans après. Le magazine britannique écrit : « Robotron 2084 puise l'attrait des jeux d'action si près de l'os avec son mélange pur et enivrant de déplacement et de tir que l'on pourrait arguer que tous les titres suivants constituent seulement une dilution. Le jeu de tir à double stick connaît actuellement un été indien, mais personne n'a surpassé l'écologie magique de Robotron. »

## Héritage
Blaster (1983, Williams), créé par Eugene Jarvis, est la suite directe de Robotron: 2084. En 2085, les Robotrons ont exterminé la race humaine et le protagoniste a fui dans l'espace en quête d'un paradis. Le jeu se démarque de la formule originale en s'inscrivant dans la veine rail shooter, avec des graphismes en pseudo 3D. Il n'a pas eu le succès de son aînée avec seulement quelques centaines d'unités produites. La borne est devenue un collector.
Robotron X/64 (1996, Midway), créé par le studio Player1, transpose le gameplay de Robotron dans une enveloppe 3D. Selon Ernest Adams, le jeu illustre la difficulté d'adapter un classique 2D en 3D, compromettant la simplicité et la pureté du game design original.
Smash TV (1990, Williams), conçu par Eugene Jarvis et Mark Turmel, est considéré comme l'héritier spirituel de Robotron. Il en reprend les prémisses en y ajoutant un mode deux joueurs en coopération, une progression non-linéaire et des boss. L'appât du gain se substitue aux humains à sauver dans une parodie de jeu télévisé futuriste sanglant. L'épisode suivant, Total Carnage (1992, Midway) de Mark Turmel, propose une progression à défilement.
Le succès du jeu a inspiré divers « clones » sur systèmes familiaux en 1983 et 1984. En 1991, Jeff Minter (Yak) a conçu Llamatron: 2112 (en), un hommage convaincant au hit de 1982 : il intègre de nouvelles caractéristiques tout en restant fidèle aux mécaniques de jeu minimalistes de l'original.